# Saint-Séverin

Saint-Séverin este o comună în departamentul Charente, Franța. În 1 ianuarie 2022 avea o populație de 793 de locuitori.